# Perditorulus punctiscapus
Perditorulus punctiscapus är en stekelart som beskrevs av Christer Hansson 1996. Perditorulus punctiscapus ingår i släktet Perditorulus och familjen finglanssteklar.
Artens utbredningsområde är:
- Colombia.
- Costa Rica.
- Panama.

Inga underarter finns listade i Catalogue of Life.